# Digitalni naslovljivi vmesnik za razsvetljavo
Digitalni naslovljivi vmesnik za razsvetljavo (angleško Digital Addressable Lighting Interface, DALI) je tehnični standard za omrežne sisteme za krmiljenje razsvetljave v stavbah. Ustanovljen je bil kot naslednik za krmiljenje od 0-10V in kot odprt standard alternativa Digital Signal Interface (DSI), na katerem tudi temelji. Standard DALI, ki je določen v standard IEC 60929 za fluorescenčne balaste svetil, vključuje komunikacijski protokol in električne vmesnik za regulacijo osvetlitve omrežja.

## Tehnični podatki
Mreža DALI je sestavljena iz krmilnika in enega ali več svetil (npr. električnih naprav in dimerjev), ki imajo vmesnik DALI. Regulator lahko spremlja in nadzira vsako luč s pomočjo dvosmerne izmenjave podatkov. Protokol DALI omogoča da se vsaka naprava obravnava individualno ter se hkrati vključuje v skupine in scene, kjer lahko upravljamo hkrati več naprav (npr. "Skupina 1 goto 100%" ali "Recall Scene 1"). 
Vsaki svetlobni napravi se dodeli enoličen statičen naslov v številskem območju od 0 do 63, kar omogoča do 64 naprav v samostojni sistem. Druga možnost je, da se DALI uporablja kot podsistem preko prehodov DALI in se tako kontrolira več kot 64 naprav. Podatki se prenašajo med krmilnikom in napravami pri 1200 simboli na sekundo (1200 baud rate). 
DALI zahteva en par žic za oblikovanje bus-linije za komunikacijo. Vse naprave v enem omrežju DALI so lahko vezane "daisy-verige", "zvezda vezavo", ali "T" topologijo, ali katera koli kombinacija teh. Sistem DALI ni klasificiran kot SELV in se zato lahko pelje poleg kablov z napetostjo 230V ali v kablu z več vodniki, ki je vključeno električnem omrežju. Torej lahko s pet (5) žilnim kablom zaporedno povežemo 63 luči in jih bomo lahko krmilili posamično, če bodo luči imele modul DALI in bodo priklopljene na kontroler DALI. Signal DALI ima visoko razmerje med signalom in hrupom, ki omogoča zanesljivo komunikacijo v prisotnosti velike količine električne hrupa. DALI uporablja kodiranje Manchester, tako da lahko naprave povežemo ne glede na polariteto. 
Prejšnje generacije naprav DALI so si zapisale podatke v EPROM, kar je zmanjšalo življenjsko dobo naprav. V novih napravah se podatki pri normalnih operacijah zapisujejo v RAM, kar zelo zmanjša pisanje v EPROM in s tem bistveno poveča življenjsko dobo naprav. Sistem naprav, ki pišejo v RAM, je patentiran in se zato tukaj plačuje licenčnina.

## Praktična uporaba
Svetila, ki uporabljajo module DALI, lahko uporabimo tako v stanovanjskih objektih kot tudi v industrijskih in športnih objektih. Svetila lahko po potrebi vključimo v skupine:
- lestenec z več svetili
- več luči v dnevni sobi, jedilnici, ...
- ena linija v proizvodni hali

Skupine ali posamezne luči pa lahko vključimo v scene, kjer se lahko ena ali več skupin prižge/vgasne ali prižge na določen procent svetilnosti (na primer opozorilo za odhod ali pa romantična večerja). Za večjo izkoriščenost funkcionalnosti pa se da dali sistem priklopit na zunanje kontrolerje. 
Avtomatizacijo razsvetljave in drugih področij v Sloveniji izvaja kar nekaj podjetij.